# 102211 Angelofaggiano
102211 Angelofaggiano este o planetă minoră (asteroid) din centura de asteroizi. A fost descoperită pe 1 octombrie 1999 la osservatorio astronomico di Campo Catino⁠(d) de Mario Di Sora⁠(d). 
Obiectul prezintă o orbită caracterizată de o semiaxă mare de 2,3995315267807 UAi, o excentricitate de 0,23, o înclinație de 1,7 ° în raport cu ecliptica.